# Eleutherodactylinae
Az Eleutherodactylinae az Eleutherodactylidae családjának alcsaládja. Az alcsaládba tartozó mindkét nem fajai Dél-Amerikában, Közép-Amerikában és a Karib-térségben honosak.

## Nemek
- Diasporus Hedges, Duellman & Heinicke, 2008
- Eleutherodactylus Duméril & Bibron, 1841